# Proposizione relativa in greco antico
La proposizione relativa nel greco antico, come in latino e in italiano, è una subordinata legata alla sua reggente da un pronome relativo.

## Formazione
Possono essere oggettive ovvero "proprie" (attributive, proprie, determinative, esplicative) oppure avverbiali (circostanziali o "improprie"). Le oggettive presentano il modo indicativo, oppure l'ottativo obliquo se la reggente ha il tempo storico, se la proposizione è irreale si può trovare anche il congiuntivo; le relative avverbiali possono presentare sfumatura finale, consecutiva, causale, concessiva, condizionale. Sono introdotte da un pronome relativo, o dagli avverbi relativi οὗ, ὅποι, ὅθεν. 

### Uso del pronome relativo
Il pronome relativo è ὅς, ἥ, ὅ (il quale, la quale), come nel latino qui, quae, quod, le forme sono monosillabiche, hanno spirito aspro e accento; il relativo segue la declinazione pronominale con il neutro in -o determinato dalla caduta della dentale *δ finale. Può essere rafforzato dalla particella -περ, come ὅσπερ "il quale appunto". I pronomi aggettivi relativi più frequenti sono  οἷος; οἵᾱ; οἷον "quale" e ὅσος, ὅση, ὅσον "quanto grande" (al plur. "tutti quelli che, quanti").
I pronomi relativi indefiniti, o interrogativi indiretti si formano dall'uso base ὅστις; ἥτις; ὅτι (chiunque, chi, coloro che), costituito da un pronome relativo unito a quello indefinito, che gli conferisce la sfumatura di indeterminatezza; i due elementi di questo pronome (relativo  ὅς, ἥ, ὅ) + indefinito (τις sia in maschile che femminile e τι) si declinano separatamente nella declinazione stessa di ὅστις, ἥτις, ὅτι, ciò spiega l'accentazione apparentemente non conforme alle sue leggi, come nel genitivo singolare, perché i due elementi di parola sono considerati come distinti.
Il neutro plurale presenta anche la forma ἅσσα o anche ἅττα, forma ricorrente nell'epica greca.
Il pronome concorda in genere e numero col termine a cui si riferisce, ma assume il caso richiesto dalla sua funzione logica. Il pronome ha come antecedente nella proposizione sovraordinata, un sostantivo o un pronome.
Esempio: Τὸ θέαμα ὃ [dunque neutro nominativo singolare] ὁρῶ καλόν ἐστι (Lo spettacolo che vedo è bello).
A differenza del latino, il pronome collegato al relativo può essere sottinteso anche se è di caso diverso. La proposizione relativa può precedere la reggente (fenomeno della prolessi).
Spesso un pronome relativo che per sua funzione logica, dovrebbe trovarsi in accusativo, assume il caso (genitivo o dativo) dal termine a cui si riferisce, e ciò è chiamato "attrazione del relativo".
Esempio: Τὸν δόκιμον ἄδρα μὴ μόνον κρίνε ἐξ ὧν (ἐκ τούτων ἃ) πράττει, ἀλλὰ καὶ ἐξ ὧν (ἐκ τούτων ἃ) βούλεται (Giudica tu l'affidabilità di un uomo non solo "da quelle cose che" lui fa, ma anche "da quelle che" vuole).
Talvolta il sostantivo che ha trasmesso il proprio caso al pronome relativo può trovarsi alla fine della frase. Il pronome relativo rarissimamente trasmette il proprio caso al termine cui si riferisce. Se ciò accade si ha l'"attrazione inversa del relativo" in cui ambedue gli elementi della proposizione relativa concordano in caso, genere e numero
Spesso a inizio frase compare un "apparente" pronome relativo, come nel latino, esso è il "nesso relativo", riferito a un termine della proposizione precedente il punto fermo del discorso. Non si ha dunque un vero relativo, perché la funzione del pronome non è subordinante, bensì di creare un collegamento tra le due frasi a inizio della seconda; in italiano questo termine si traduce come un dimostrativo (questo, costui, questa cosa) e viene preceduto dalla congiunzione a inizio frase "e - ma invece - dunque".

### Proposizioni relative proprie e improprie
Si dividono in:
- Relative proprie: quando aggiungono o precisano qualcosa sul termine cui si fa riferimento; la loro funzione è paragonata a quella dell'attributo e dell'apposizione nell'ambito della frase (Es: Non sanno quello che dicono). Per esprimere la realtà si usa l'indicativo del presente, o quello dei tempi storici + ἄν per esprimere la potenzialità o l'irrealtà dell'azione nel passato; poi ottativo senza ἄν per esprimere la funzione di desiderio, mentre se è accompagnato da ἄν, si esprime la potenzialità dell'azione nel presente; il congiuntivo con ἄν si esprime l'eventualità, mentre senza ἄν si esprime il dubbio o un ordine. Nelle relative proprie, con i verbi del "dovere", è previsto anche l'uso dell'imperativo.
- Relative improprie o circostanziali: esprimono una determinazione accessoria, che arricchisce la conoscenza di quanto affermato nella proposizione principale, e hanno valore di proposizioni dipendenti indirette: valore finale quando si usa l'indicativo del verbo (spesso un futuro) + ὅστις, consecutivo quando si usa il pronome personale + indicativo, e ipotetico quando si usano i verbi del "vedere" (esempio "mi sembra, vedo, io so, conosco"). Le relative improprie presentano gli stessi modi e tempi verbali a differenza della relative proprie, anche se come nel caso della proposizione finale, quando una relativa ha un valore "finale", è richiesto l'indicativo futuro.